# Luna Bulmahn
Luna Bulmahn (* 26. November 1999 in Bückeburg; zwischenzeitlich Luna Thiel) ist eine deutsche Leichtathletin, die sich auf den 400-Meter-Lauf spezialisiert hat.

## Werdegang
Bulmahn begann im Alter von 6 Jahren mit der Leichtathletik. Nachdem sie sich wie üblich zunächst in sämtlichen Disziplinen probiert hatte, konzentrierte sie sich in ihrer Jugend immer mehr auf die Sprintdistanzen. Im August 2014 trat sie über 300 Meter Hürden erstmals bei Deutschen U16-Meisterschaften an und belegte dort in 45,92 s den neunten Platz. In den drei folgenden Jahren wurden die 200 Meter zu ihrer favorisierten Disziplin, ihre beste Platzierung über diese Distanz bei Deutschen Jugendmeisterschaften war Gesamtrang 4 in 24,40 s bei den U20-Hallenmeisterschaften 2017. Im Freien wurde sie im selben Jahr Siebte und bereits 2016 in der U18 Achte. 2017 absolvierte Bulmahn außerdem in 55,98 s ihr erstes Rennen über 400 Meter. Ab der Folgesaison konzentrierte sich vollständig auf diese Distanz und gewann im Sommer 2018 als Finaldritte bei den Deutschen U20-Meisterschaften mit Bestzeit von 55,30 s ihre erste Medaille auf nationaler Ebene.
2019 steigerte Bulmahn ihr Leistungsvermögen deutlich, sodass sie im Februar auf Erwachsenenebene bei den Deutschen Hallenmeisterschaften in 53,67 s zu Silber lief. Daraufhin wurde sie für ihren ersten internationalen Einsatz bei den IAAF World Relays 2019 im Mai in Yokohama nominiert, bei denen sie in Vorlauf und B-Finale als Startläuferin des deutschen 4-mal-400-Meter-Quartetts zum Einsatz kam. Im weiteren Saisonverlauf siegte sie bei den Deutschen U23-Meisterschaften in 53,25 s und errang bei den U23-Europameisterschaften Mitte des Jahres in Gävle mit der Staffel als Schlussläuferin Bronze. Im Einzelrennen verpasste sie mit 52,94 s (52,72 s im Vorlauf) als Viertplatzierte eine Medaille nur knapp. Anfang August gewann sie bei den im Rahmen der Finals ausgetragenen Deutschen Meisterschaften in Berlin mit einer erneuten Verbesserung auf 52,37 s Gold. Eine Woche später gelangte sie mit der deutschen Staffel bei der Team-Europameisterschaft in Bydgoszcz auf Platz 5.
Die Saison 2020 verpasste Bulmahn nach einer Erkrankung am Pfeifferschen Drüsenfieber im Winter.
Bulmahn legte 2018 ihr Abitur am Ratsgymnasium Stadthagen ab und studierte Public Relations an der Hochschule Hannover im Bachelor. Seit Mai 2022 belegt Luna Bulmahn den Masterstudiengang „Marketingmanagement“ an der IU International University of Applied Sciences.
Im August 2020 heiratete Luna Bulmahn ihren Freund Henrik Thiel und nahm dessen Nachnamen an. Mittlerweile ist sie mit dem Sprinter Jean Paul Bredau liiert und tritt seit 2024 wieder unter ihrem Mädchennamen an. Seit Oktober 2023 lebt sie in Potsdam und trainiert in einer neuen Trainingsgruppe unter anderem mit ihrem Freund und Alica Schmidt.

## Vereinszugehörigkeiten und Trainer
Bulmahns erster Verein war der VfL Bückeburg, dort waren Erich Döllner und Ulf Walkling ihre Trainer. Zu Jahresanfang 2015 wechselte sie zum Post SV Stadthagen, der sich zum selben Zeitpunkt der Leichtathletikgemeinschaft Weserbergland anschloss. Zuvor hatte sie beim Post SV Stadthagen, der mit Bückeburg die Startgemeinschaft Schaumburg bildete, bereits zwei Jahre in einer Trainingsgruppe bei Marco Leszczynski trainiert. 2016 erfolgte der nächste Wechsel zum VfL Eintracht Hannover und den Landestrainern Björn Sterzel bzw. Georgi Kamenezki nach dem Umstieg auf die 400 Meter. Im September 2018 schloss sie sich der Trainingsgruppe von Edgar Eisenkolb mit unter anderem Ruth Sophia Spelmeyer an. Seit dem 1. Januar 2023 startet sie für den VfL Wolfsburg. In der neuen Trainingsgruppe seit Oktober 2023 ist Sven Buggel ihr Trainer.

## Persönliche Bestzeiten
- 200 Meter: 23,87 s (+0,2 m/s), 30. Juni 2019 in Mannheim
  - 200 Meter (Halle): 24,07 s, 6. Februar 2022 in Hannover
- 400 Meter: 51,28 s, 4. September 2022 in Berlin
  - 400 Meter (Halle): 53,33 s, 16. Februar 2019 in Leipzig